# Vierspitsspinneneter
De vierspitsspinneneter (Ero aphana) is een spin die behoort tot de familie spinneneters.
De vierspitsspinneneter dankt zijn naam aan de vier spitse knobbels op het kogelvormige achterlijf. De spin wordt 3 tot 4 mm groot. Het achterlijf is lichtgrijs tot lichtbeige met donkere vlekken. Het kopborststuk heeft een zwarte omlijnig en ook een zwarte plek in het midden en tekeningen bij de ogen. De poten zijn licht met donker gestreept.
Ze leven in naaldbossen en struiken in het Palearctisch gebied.

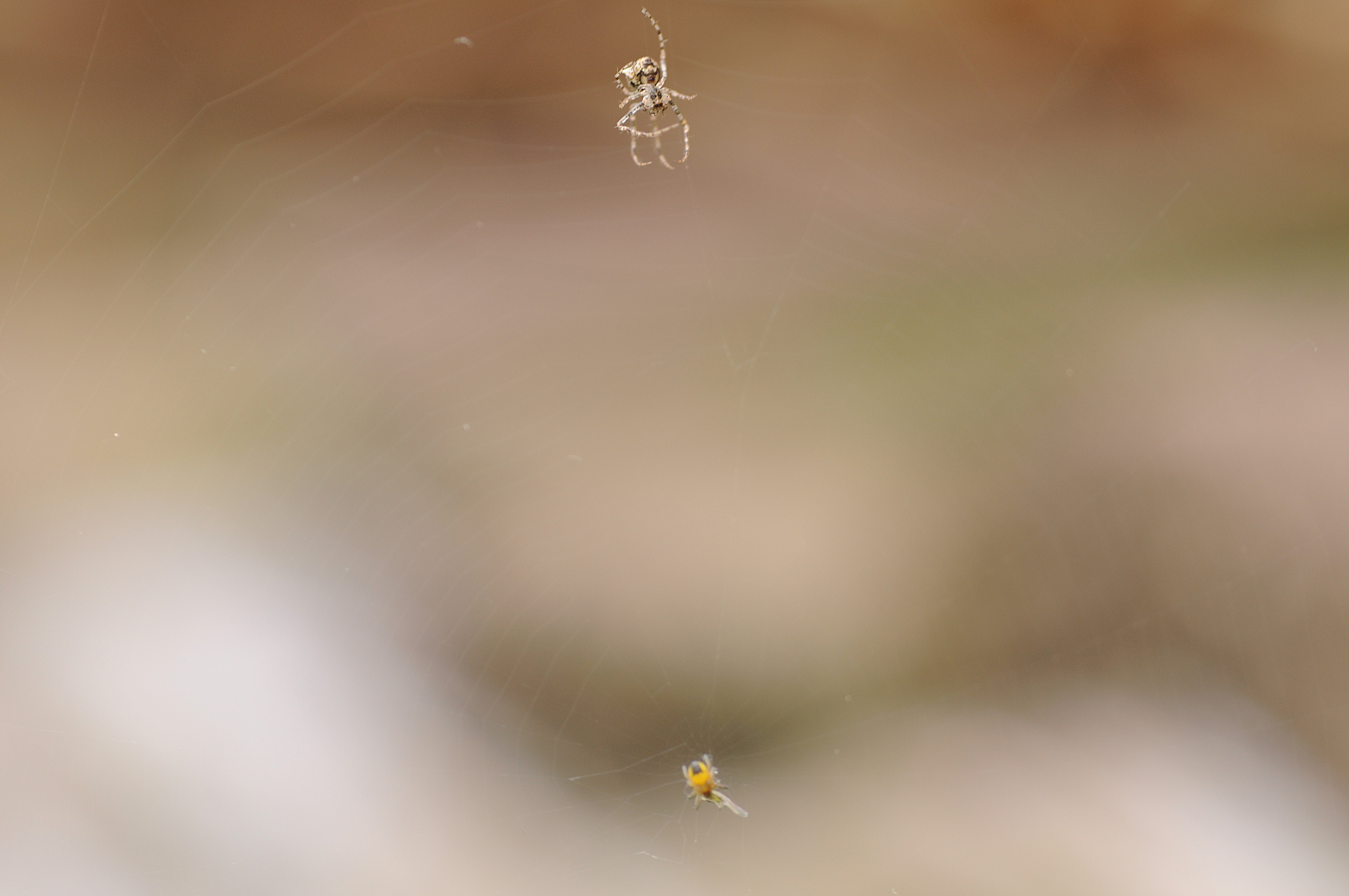
Vierspitsspinneneter valt een kruisspin aan